# Krowia Góra (Pogórze Wiśnickie)

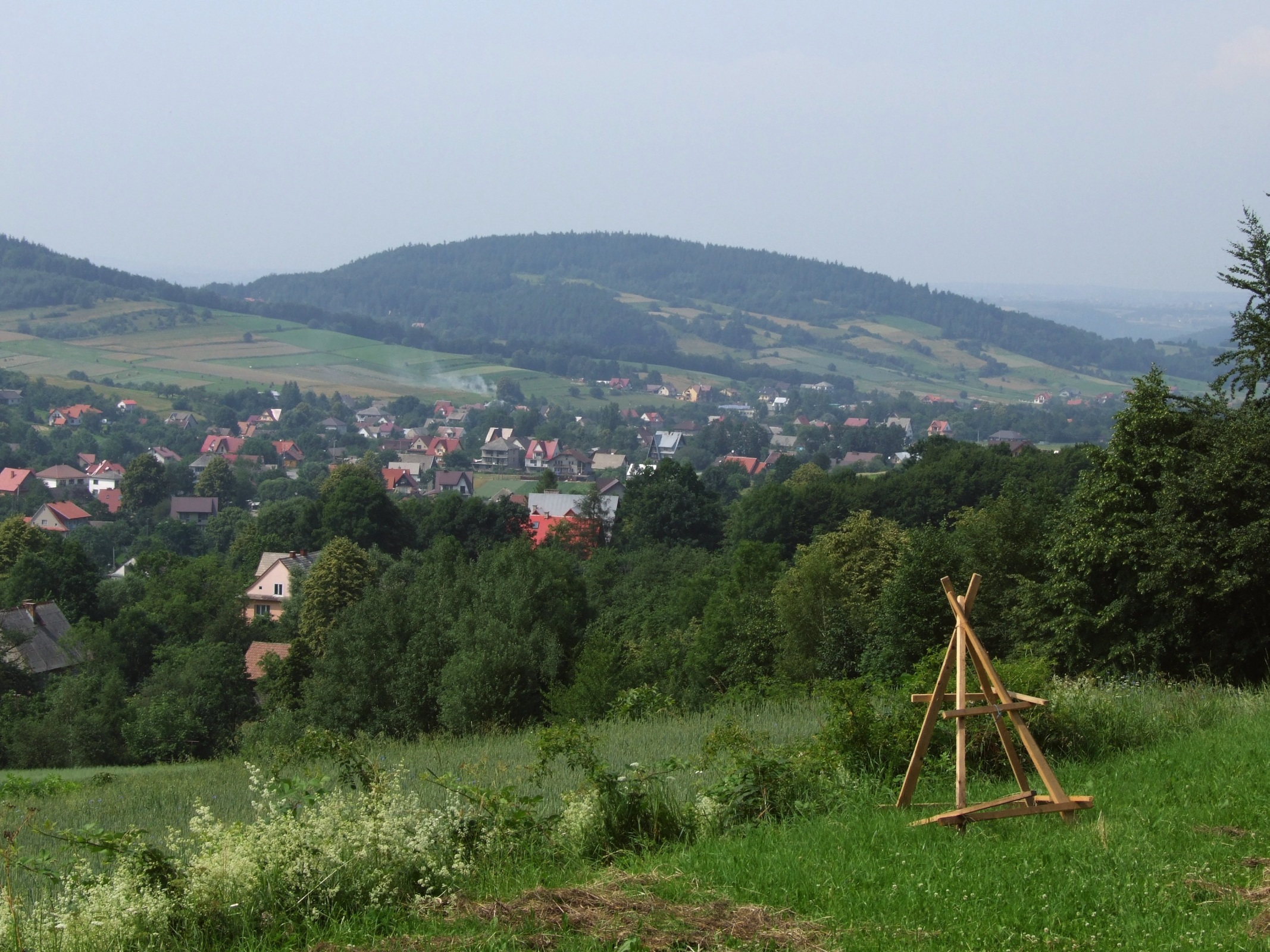
Widok na Krowią Górę z Poręby

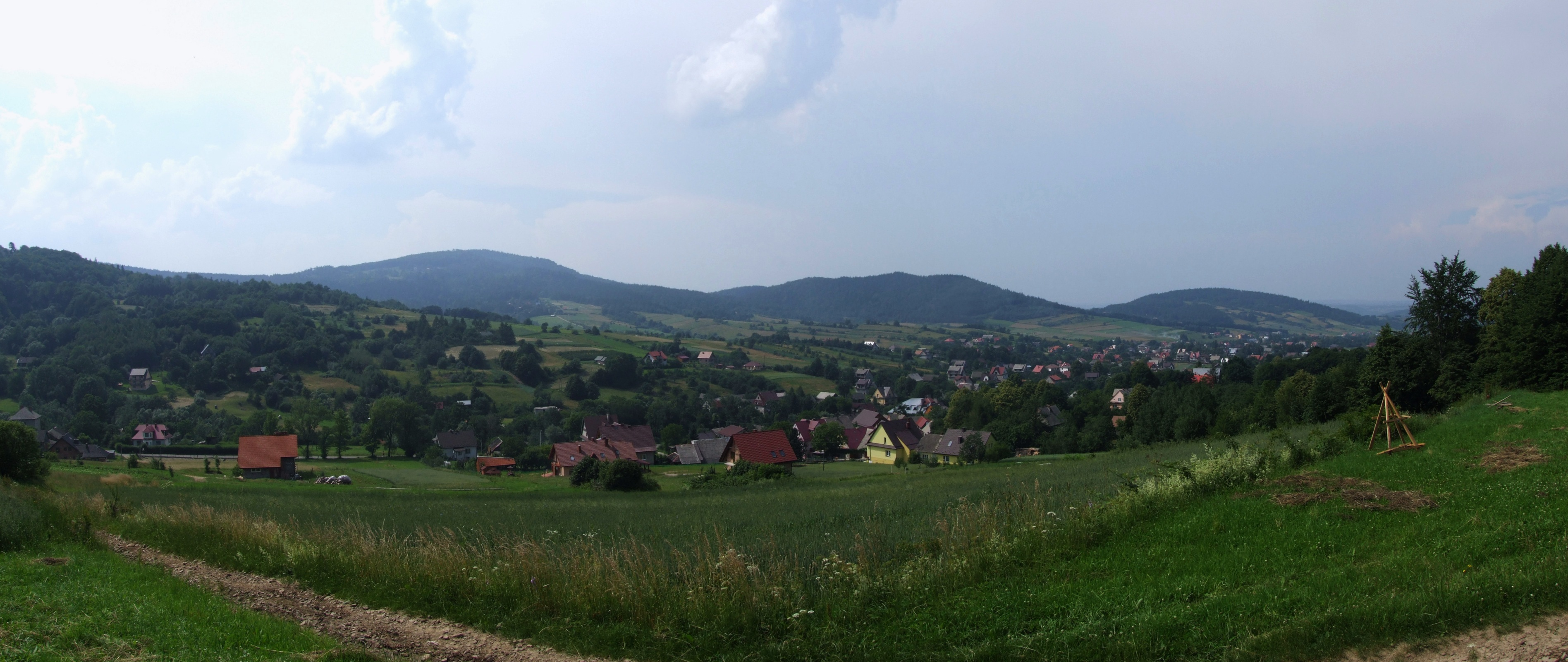
Od lewej: Uklejna, Grodzisko, Krowia Góra

Krowia Góra (456 m) – wzniesienie na wschód od Myślenic, położone na zachodnim krańcu Pogórza Wiśnickiego. Tuż po południowo-zachodniej stronie Krowiej Góry znajduje się drugie, wyższe od niej wzniesienie Grodzisko (502 m). Wzniesienia te oddzielone są od siebie Przełęczą Niwka przez którą prowadzi lokalna droga z Trzemeśni.
Wierzchołek, grzbiet oraz północno-zachodnie stoki Krowiej Góry są zalesione, natomiast wschodnie i południowe w większości są bezleśne, pokryte polami uprawnymi i zabudowaniami. Zachodnią stronę Krowiej Góry opływa potok Bulinka uchodzący do Zbiornika Dobczyckiego, po wschodniej stronie płynie Trzemeśnianka.
Nazwa wzniesienia pochodzi od tego, że na jego wschodnich stokach wypasali bydło mieszkańcy Trzemeśni. Przez szczyt Krowiej Góry prowadzi szlak turystyczny. Rozciąga się z niego widok na Pasmo Glichowca i Kamiennik Północny.
W czasie I wojny światowej tereny na linii Osieczany – Krowia Góra – Grodzisko zajęły oddziały austriacko-węgierskie. Rankiem 30 listopada wojska rosyjskie szturmowały Krowią Górę, jednak wskutek dużej mgły zalegającej dolinę Trzemeśnianki ich oddziały pogubiły się i musiały zawrócić. Miejscowa ludność nazwała to „cudem nad Rabą”. U podnóży Krowiej Góry zachowały się jeszcze pozostałości austriackich okopów z 1914 r.

## Szlak turystyczny
niebieski: Myślenice – Zarabie – Grodzisko – Krowia Góra – Trupielec – Ostrysz – Glichowiec – Poznachowice Górne. Czas przejścia 2.50 h, 2.30 h